# Society for Promoting the Employment of Women
La Society for Promoting the Employment of Women (en français, Société pour la promotion de l’emploi des femmes) est l'une des premières organisations de femmes britanniques.

## Historique
La société est créée en 1859 par Jessie Boucherett, Barbara Bodichon, Adelaide Anne Procter et Lydia Becker pour promouvoir la formation et l'emploi des femmes. Le Dictionnaire biographique du Canada indique que Maria Rye était également membre fondatrice. Dans ses premières années, l'association est affiliée à la National Association for the Promotion of Social Science, jusqu'en 1889. 
La société édite la revue English Woman's Journal, publiée par Victoria Press d'Emily Faithfull.
Lorsque le SPEW a été fondé, peu de métiers qui acceptaient les femmes de la classe moyenne autres que celles de gouvernante ou de dame de compagnie. La SPEW a rendu acceptable le fait que les femmes soient dactylographes, coiffeuses, imprimeuses et comptables.
En 1926, elle est renommée Society for Promoting the Training of Women. Puis en 2014, elle devient Futures for Women. Elle est enregistrée comme association caritative. Ses archives jusqu'en 1991 sont conservées au Girton College à Cambridge.